# Silvan Reservoir
Das Silvan Reservoir ist ein Stausee im Süden des australischen Bundesstaates Victoria und liegt ca. 40 km östlich von Melbourne bei Silvan an der Ostseite der Dandenongs.
Die Geschichte des Stausees reicht bis 1914 zurück. Damals zwang eine Dürre die Einwohner von Melbourne, sich nach einer weiteren Speichermöglichkeit für Trinkwasser umzusehen, um den stetig steigenden Wasserbedarf zu decken. Von 1926 bis 1931 wurde der Stausee dann gebaut. Als der See gefüllt war, hatte er eine Länge von 644 m, eine Breite von 219 m und war 43 m tief.
Das Silvan Reservoir wurde am 7. Juli 1931 offiziell eröffnet. Im Jahre 1983 wurde eine Überarbeitung nötig, da die Staumauer Risse zeigte. Gleichzeitig wurde der Silvan Reservoir Park um einen Picknickplatz erweitert.
Der Stausee erhält den größten Teil seines Wasserzuflusses aus anderen Stauseen, denn sein Einzugsbereich ist mit nur 9 km² sehr klein. Das Wasser für das Silvan Reservoir kommt vom Upper Yarra Reservoir, vom O’Shannassy Reservoir und von der Thomson-Talsperre (über das Upper Yarra Reservoir). Das Silvan Reservoir wiederum versorgt nur die östlichen Stadtteile von Melbourne direkt, darüber hinaus aber weitere Stauseen, wie das Cardinia Reservoir und das Greenvale Reservoir.
Das Silvan Reservoir besitzt eine Kapazität von 40 Mio. m³.